# Svjetlučavci
Svjetlučavci (lat. Etmopteridae) porodica manjih morskih pasa iz velikih morskih dubina. Ime su dobili po tome što imaju organe koji proizvode svjetlost
Makasimalno narastu manje od 90 cm. Postoji 5 rodova s 51 vrstom. U Jadranu živi samo vrsta kostelj crnac (Etmopterus spinax) i to na dubinama većim od 200 metara.

## Rodovi
1. Aculeola de Buen, 1959
2. Centroscyllium Müller & Henle, 1841
3. Etmopterus Rafinesque, 1810
4. Miroscyllium Shirai & Nakaya, 1990
5. Trigonognathus Mochizuki & Ohe, 1990

## Vanjske poveznice
|  | Zajednički poslužitelj ima još gradiva o temi Etmopteridae |
|  | Wikivrste imaju podatke o taksonu Etmopteridae             |